# Jacques Duchesne
Jacques Charles René Achille Duchesne (Sens, 3 marzo 1837 – Saint-Hilaire-les-Andrésis, 27 aprile 1918) è stato un generale francese, veterano della seconda guerra d'indipendenza italiana e della guerra franco-prussiana, si distinse durante le guerre coloniali francesi. Dopo la conquista del Madagascar rientrò in Patria, comandando dapprima il V e VII Corpo d'armata. Fu membro del Conseil supérieur de la guerre dal 1899 al 1907.

## Biografia

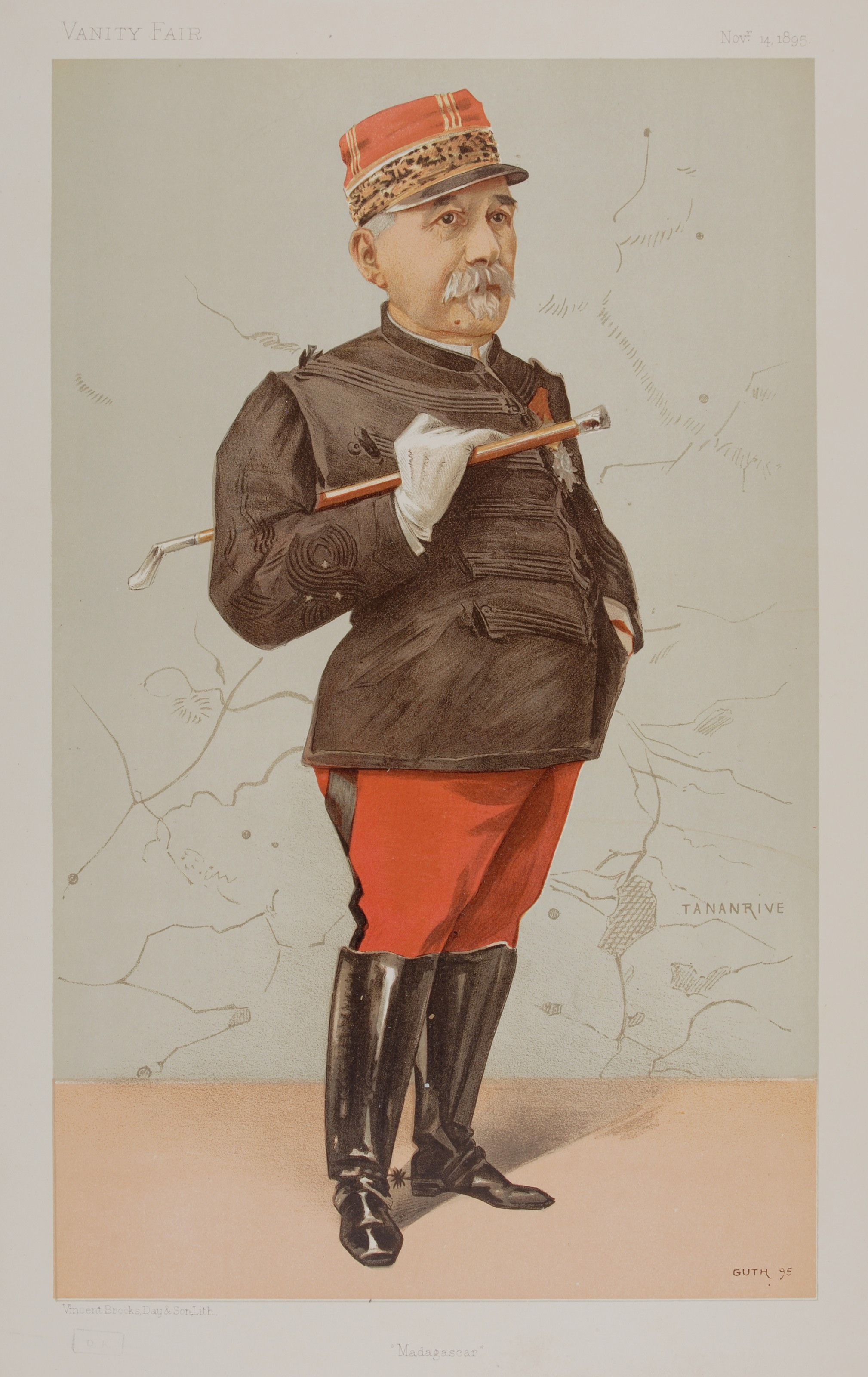
Caricatura del generale Jacques Duchesne apparsa su Vanity Fair il 14 novembre 1895.

Nacque a Sens il 3 marzo 1837, figlio di Achille, di professione notaio, e di Marie Anne Charlotte Rosalie Sergent. Nel 1855 iniziò a frequentare l'École spéciale militaire de Saint-Cyr, da cui uscì con il grado di sottotenente, assegnato al 2º Reggimento di fanteria, nel 1857. Assegnato alla scuola di tiro di Vincennes a titolo temporaneo, nel 1859 raggiunse il suo reparto per prendere parte alla campagna d'Italia contro gli austriaci. Ferito durante la battaglia di Solferino, fu promosso tenente nel 1861, assumendo l'incarico di istruttore presso l'Accademia di Saint-Cyr. Capitano nel 1864,  combatte durante la guerra franco-prussiana (1870-1871), in seno alla Divisione "Laveaucoupet", distinguendosi durante le battaglie di Forbach e Metz. Preso prigioniero fu internato a Metz rientrando in Patria in tempo per prendere parte alle operazioni di repressione della Comune di Parigi. Promosso Capitano Aiutante Maggiore fu assegnato al 2º Battaglione d'Africa. Maggiore del 2º Reggimento zuavi nel 1874,  fu trasferito nel 1º Reggimento della Legione straniera, di stanza a Sidi Bel Abbes, in Algeria, nel 1876.  Promosso al grado di tenente colonnello nel 1881, in quello stesso anno comandò una colonna di legionari nelle operazioni di repressione della rivolta dei Bou Amama nel sud dell'oranese.
Come comandante del 4º Reggimento di marcia, tra il 6 e il 24 marzo 1884 prese parte alla campagna di Bắc Ninh contro le truppe cinesi dell'esercito del Kwangsi. Tale campagna militare si svolse nel nord del Vietnam, nell'ambito della più grande campagna del Tonchino (1883-1886), e portò alla conquista della città di Bắc Ninh (12 marzo). Posto dal generale François de Négrier al comando della 2ª Brigata, attaccò le difese di Bắc Ninh, effettuando con successo una carica contro il villaggio di Keroi tenuto dalla truppe cinesi.  Prese poi parte al successivo combattimento di Hang Hoa (14 aprile).
Promosso colonnello, nel mese di settembre assunse il comando del 116º Reggimento fanteria, e in novembre, al comando di una colonna di legionari, fanti di marina e fucilieri tonchinesi ruppe l'assedio della città di Tuyen Quang, sconfiggendo l'Armata della Bandiera nera al comando di Liu Yongfu durante la battaglia di Yu Oc (19 novembre 1884). Assegnato al comando delle truppe del corpo di spedizione che dovevano invadere l'isola di Formosa (novembre 1884), sbarcò a Keelung, nel nord di Taiwan. Nel mese di gennaio del 1885 guidò l'attacco alle posizioni cinesi intorno a Keelung, conquistando le posizioni avanzate intorno alla Forcella Y.

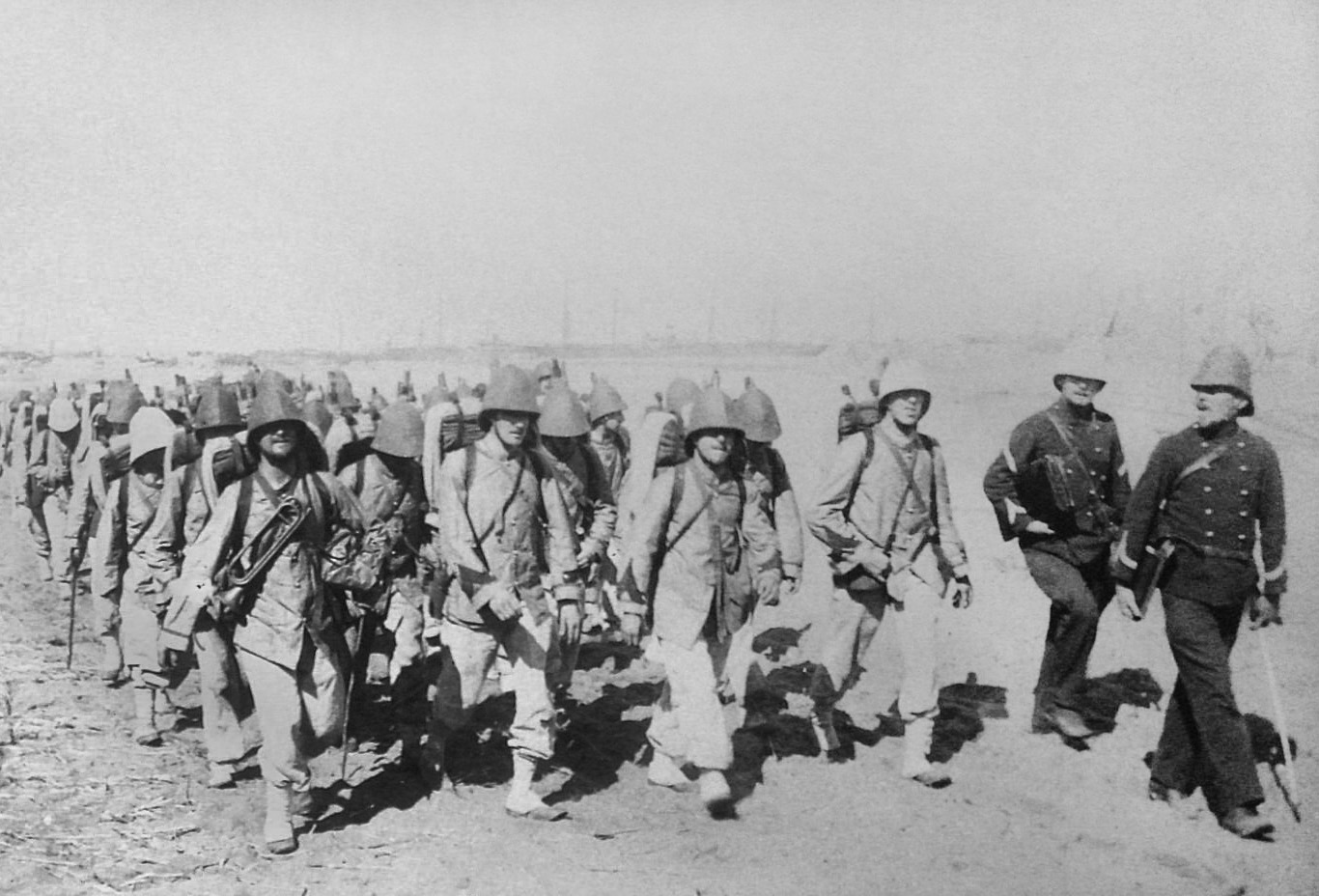
Sbarco delle truppe francesi al comando di Jacques Duchesne a Majunga, tra il 5 e il 24 maggio 1895. Si tratta dei soldati del 40º Battaglione cacciatori a piedi.

Nel successivo mese di marzo lanciò un'offensiva su larga scala contro le linee cinesi intorno a Keelung, compiendo un'audace marcia per attaccare le difese cinesi sul più esposto fianco orientale. L'attacco fu un completo successo, portando alla conquista delle principali posizioni cinesi di La Table e Fort Bamboo, rispettivamente il 5 e il 7 marzo, e costringendo i difensori a ritirarsi su nuove posizioni a sud del fiume di Keelung. Rientrato in Patria assunse il comando del 110º Reggimento di fanteria. Nel 1888 divenne generale di brigata assegnato al comando della 33ª Brigata di fanteria, e nel 1893 fu elevato al rango di generale di divisione, assumendo il comando dapprima della 16ª Divisione di fanteria, e poi di quella di Belfort.
Nel marzo 1895 assunse il comando del corpo di spedizione destinato all'occupazione permanente del Madagascar.  Sbarcati i suoi 14.800 soldati e 6.000 portatori. a Majunga, sulla costa ovest dell'isola, riuscì a conquistare la capitale, Antananarivo, dopo 7 mesi, il 30 settembre. La capitale cadde dopo 30 minuti di bombardamento da parte dell'artiglieria. Venticinque soldati francesi rimasero uccisi in combattimento, ma altri 6.700 morirono di malaria e altre malattie tropicali prima della fine della guerra. Dati gli esiti non brillanti della campagna, ed entrato in contrasto con il nuovo residente generale del Madagascar, Hippolyte Laroche,  fu sostituito temporaneamente dal generale Emile Voyron.  Ritornato in Francia alla fine del gennaio 1896 assunse il comando del V Corpo d'armata, e poi del VII (1900). Membro del Conseil supérieur de la guerre dal 1899 al 1907. Si spense nel castello di Pennery, a Saint-Hilaire-les-Andrésis, il 27 aprile 1918.

## Onorificenze

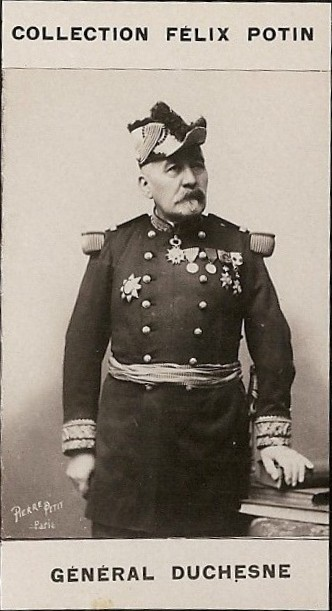
il generale Jacques Duchesne.

### Annotazioni
1. ↑  Tale unità apparteneva alla Divisione di Orano, inquadrata nel XIX Corpo d'armata.
2. ↑  La conquista di Bắc Ninh portò alla successiva firma dell'accordo di Tientsin (11 maggio) e poi del definitivo trattato di Huế (24 giugno).
3. ↑  Che salirono a 18.000 con l'arrivo di ulteriori rinforzi.
4. ↑  Saliti successivamente a 7.300.
5. ↑  Messo a riposo per raggiunti limiti di età nel 1902 fu mantenuto in servizio con apposito decreto in data 28 febbraio 1902.

### Fonti
1. 1 2 3 4 5  de Moor, Wesseling 1989, p. 177.
2. ↑  Peabody, Richardson 1898, p. 147.
3. ↑  Lecomte 1895, pp. 144-146.
4. 1 2 3  de Moor, Wesseling 1989, p.177, arrivato ad Antananarivo il 18 gennaio 1896.
5. ↑  Garnot 1894, pp. 119-135.
6. ↑  Garnot 1894, pp. 147-172.
7. 1 2 3  Finch 2013, p. 171.
8. ↑  Hutton, Bourque, Staples 1986, p. 723.
9. ↑  Gann, Duignan 1979, p. 93.
10. 1 2  Finch 2013, p. 172.